# Lekhaven
De Lekhaven is een vooroorlogse haven in Nieuw-Mathenesse in Rotterdam-West. De Lekhaven is gegraven tussen 1912 en 1916 en ontworpen voor de overslag van stukgoed.
Het belangrijkste bedrijf dat aan de Lekhaven was gevestigd was Thomsen's Havenbedrijf, een bedrijf dat de overslag van stukgoed combineerde met de functie van passagiersterminal. Aan de oostkant van de Lekhaven werd in 1932 een bedrijfsverzamelgebouw geopend, het Haka-gebouw, dat in de stijl van de nieuwe zakelijkheid is gebouwd.
De Lekhaven heeft zwaar te lijden gehad van de Tweede Wereldoorlog. Tijdens de oorlog was er een basis van de Kriegsmarine en werd de Lekhaven getroffen door het bombardement op Rotterdam-West in 1943. Vervolgens vernielde de Duitse bezetter de haveninstallaties in 1944.
Architect Jo van den Broek realiseerde in 1948 een nieuwe loodsen- en kantoorcomplex voor Thomsen's Havenbedrijf. In de jaren zeventig liep de stukgoedoverslag door de containerisatie dramatisch terug. In de jaren negentig is het gebied gesaneerd. Het oostelijke deel van de Lekhaven is gedempt en de loodsen zijn gesloopt ten behoeve van de bouw van koel- en vriespakhuizen voor de op- en overslag van fruit en fruitsappen.
De Lekhaven is vernoemd naar de rivier de Lek.